# حمید خادمی
حمید خادمی (۱۳۴۰ - ۲۹ فروردین ۱۳۹۵) مترجم و ویراستار ایرانی بود.
حمید خادمی در سال ۱۳۴۰ در تهران به دنیا آمد. وی یادگیری زبان انگلیسی و مطالعه ادبیات فارسی را از کودکی آغاز کرد، او دانش‌آموخته دوره کارشناسی زبان و ادبیات فرانسه از دانشگاه تهران است و کارشناسی ارشد زبان‌شناسی نیز. او ترجمه و ویرایش را از همان سنین جوانی آغاز کرد، وی کار حرفه‌ای اش را با ترجمه و ویرایش کتاب در زمینه معماری و شهرسازی آغاز کرد و تاکنون بیش از صدها کتاب و مقاله ویرایش شده و ده‌ها ترجمه از وی موجود است، عمده شهرت وی بخاطر ترجمه آثار شل سیلورستاین است، آن هم به دلیل نثر روان و نزدیک به متن اصلی آن. حمید خادمی، افزون بر اینها، دارای مدرک ممتاز خوشنویسی از سال ۱۳۶۳، از انجمن خوشنویسان ایران است. حمید خادمی سی سال به تدریس خط زیبای شکسته مشغول بوده و دارای مدرک استادی در این رشته است. وی همین روزها، اوایل پاییز سال جاری قرار بود نمایشگاهی انفرادی از تازه‌ترین آثارش را در الجزایر -و در صورت امکان چند کشور دیگر- برگزار کند.

## درگذشت
حمید خادمی بعد از یک دوره کما در اثر ایست قلبی؛ ۲۸ فروردین ۱۳۹۵ در شهر درسدن آلمان درگذشت.

## ترجمه‌ها
- با همه مخلفات، شل‌سیلوراستاین، انتشارات کتاب پنجره شابک ‎۹۷۸−۹۶۴−۷۸۲۲−۷۴−۹
- کانون تمرکز شراکت‌ها، جانل پلامر، انتشارات سازمان شهرداری‌ها و دهیاری‌های کشور شابک ‎۹۷۸−۹۶۴−۸۴۶۶−۷۷−۵
- انجمن شاعران مرده، ن. ه کلاین بام، انتشارات کتاب پنجره شابک ‎۹۷۸−۹۶۴−۶۳۵۸−۰۱−۰
- بالا افتادن، شل‌سیلوراستاین، انتشارات کتاب پنجره شابک ‎۹۶۴−۷۸۲۲−۲۰−۰
- جایی که پیاده‌رو تموم میشه، شل‌سیلوراستاین، انتشارات کتاب پنجره شابک ‎۹۶۴−۷۸۲۲−۲۱−۹
- نوری در اتاق زیر شیروانی، شل‌سیلوراستاین، انتشارات کتاب پنجره شابک ‎۹۶۴−۷۸۲۲−۲۲−۷
- کافه خوش‌خوراک رزالی، شل‌سیلوراستاین، دفتر نشر معانی شابک ‎۹۶۴−۶۳۵۸−۰۵−۵
- ترانه‌ها، شل‌سیلوراستاین، دفتر نشر معانی و انتشارات کتاب پنجرهISBN 964-6358-03-9
- کودکی به نام هیچ، دیوید پلزر، دفتر نشر معانی شابک ‎۹۶۴−۶۳۵۸−۰۴−۷
- و بخشی کتابهای منتشر نشده و زیر چاپ ...

## ویرایش‌ها
- نومدرن‌ها کجایند؟ مجموعه مقاله‌های معماری و شهرسازی: محمدرضا جودت، نشر گنج هنر
- تو معماری را ترسیم می‌کنی ولی من آن را می‌سازم: محمدرضا جودت، نشر گنج هنر
- فرامعماری: محمدرضا جودت ودیگران... ،نشر گنج هنر
- شش مفهوم در معماری معاصر: محمدرضا جودت، ناشر نشر توسعه
- تو معماری را ترسیم می‌کنی ولی من آن را می‌سازم: محمدرضا جودت، ناشر سمر
- عقاب دو سر، از گذشته تا آینده اسکان بشر: ایرج اعتصام، ناشر مولیان جم
- خانه‌های آسمانی: مجید دشتستانی. رامین اکبری. محمد مروت ودیگران... ، ناشر شرکت عمران شهرهای جدید
- طعم نان: محمد اسماعیل‌زاده، نشر کتاب مس
- صدای گمشده: رامین مولایی، نشر کتاب مس
- شب را ورق بزن، گزیده اشعار ازی آزبورن: کارن رشاد، نشر کتاب مس
- زن - مادر، نگاهی متفاوت به مسئله زن: رؤیا منجم، نشر کتاب مس
- رز صحرا: کیوان هنرمند، نشر کتاب مس
- دورز، تابستان سرخ‌پوستی: افشین یگان، نشر کتاب مس
- سراب درمان: محمدحسین نجم‌آبادی، نشر کتاب مس
- نگاهی به تاریخ بندر امام خمینی با «گذری به تاریخ خوزستان»: علیرضا ابن رحمان، دفتر نشر معانی
- ناهار در کافه گوتم: استیون کینگ، نشر مس
- موضوعات اقتصادی، مالی و مدیریتی در بهسازی و نوسازی بافت‌های فرسوده شهری: محمد آئینی، مرکز تحقیقات ساختمان و مسکن
- منشور حقوق اسکان: نوشته نادر اردلان. خوسه‌لوئیس سرت ودیگران... ، نشر یادآوران
- مقدمه‌ای بر کنترل مکانیزه محدوده طرح ترافیک مطالعه موردی کلان شهر تهران: حجت‌الله بهروز. امین صفایی ودیگران... ، ناشر شرکت کنترل ترافیک تهران
- معماری قدیم و جدید ژاپن: مجموعه مقاله‌های معماری و شهرسازی: محمدرضا جودت. علی اشرافی، ناشر صاحب اثر
- معماری اسلامی: ایرج اعتصام، ناشر شرکت پردازش و برنامه‌ریزی شهری
- مرد دوران گذشته: سیلویا بجانیان، نشر مس
- مدیریت آب در قرن بیست‌ویکم رویکردهای نوین برنامه‌ریزی در مدیریت آب: ناشر چتر
- مجموعه مقالات توسعه شهری: کمیته پژوهش توسعه شهری، ناشر جامعه مهندسان مشاور ایران
- گوش کن، انسان کوچک!: مریم نعمت‌طاووسی، نشر کتاب مس
- عرفان شرق: ماندانا قهرمانلو، نشر کتاب مس
- سراب درمان: محمدحسین نجم‌آبادی، نشر کتاب مس
- حوا: مریم نعمت‌طاووسی، نشر کتاب مس
- آلبوم: مهرناز ابریشم‌چیان، نشر کتاب مس
- گزارش سفر چین: حسین صفری نیا، طرح و نشر هامون
- نیرویت را در سختیها بیآب، موضوعاتی برای تفکر: رؤیا منجم، نشر کتاب مس
- برنامه‌ریزی برای طراحی از تئوری تا عمل: شهناز پور ناصری، مرکز مطالعاتی و تحقیقاتی شهرسازی و معماری
- ماجرای بیستون: پیمان ابراهیمی، نشر ابریشمی فر
- آینده شهری قرن ۲۱، برنامه جهانی برای شهرهای قرن بیست و یکم: اسماعیل صادقی، ناهید صفایی، جامعه مهندسان مشاور ایران
- اداره شهرهای پایدار: غلامرضا کاظمیان، پرهام نقش
- استانداردهای برنامه‌ریزی و طراحی شهری انجمن شهرسازی آمریکا، روش‌های تحلیل: پروین پرتوی، جامعه مهندسان مشاور ایران
- استانداردهای برنامه‌ریزی و طراحی شهری انجمن شهرسازی آمریکا، ساختارها: رضا یوسفی و... ، دفتر نشر معانی
- استانداردهای برنامه‌ریزی و طراحی شهری انجمن شهرسازی آمریکا، مدیریت زیست‌محیطی: نیلوفر نامدار قشقایی و... ، جامعه مهندسان مشاور ایران
- ایجاد فضای شهری، برنامه‌ریزی شهری و ساخت و ساز املاک: گیتی اعتماد و... ، دفتر نشر معانی
- ایران در عهد خسرو انوشیروان (در تاریخ سیاسی و اجتماعی): حسین صفری نیا، طرح و نشر هامون
- ارزیابی طرح نواب و پیامدهای آن: گیتی اعتماد و همکاران، جامعه مهندسان مشاور ایران